# Atlantis (film fra 1913)
 For alternative betydninger, se Atlantis (flertydig). (Se også artikler, som begynder med Atlantis)
Atlantis er en melodramatisk dansk stumfilm fra 1913, baseret på en roman af sammen navn af nobelprisvinder Gerhart Hauptmann. Filmen blev instrueret af August Blom og produceret af Nordisk Film Kompagni. Filmen havde en række internationale stumfilmsstjerner iblandt skuespillerne, bl.a. danske Olaf Fønss og den russisk/østrigske operadiva Ida Orlov.
Filmen omhandler en dansk doktor, som, angrebet af mange sorger, søger udenlands for der at forny hans livsgnist og inkluderer bl.a. et tragisk forlis af et oceangående passagerskib efter det rammer en uset genstand i vandet. Filmen blev udgivet kun et år efter Titanics forlis, og skabte derfor en del opmærksomhed og kritik på grund af ligheden med den rigtige tragedie. Men bogen, som filmen byggede over, Atlantis, af Gerhart Hauptmann, var faktisk udkommet før Titanics skibsforlis.
Atlantis var Nordisk Films mest ambitiøse og dyreste projekt til dato, men den blev ikke en finansiel succes, da de høje produktionsomkostninger ikke kunne tjenes ind igen ved billetsalget. Filmen viste sig dog alligevel at blive en af Nordisk Films mest sete film. Filmhistoriker Erik Ulrichsen har hyldet den som et dansk mesterværk og "en af de første moderne film".

## Handling
Dr. Friedrich von Kammacher (Olaf Fønss) må døje med mange skuffelser i livet. Hans kone Angéla er disponeret for sindssygdom. Von Kammacher har tålmodigt båret over med det, men i den senere tid er hendes sind blevet stadigt mere formørket. Også videnskabeligt støder han, von Kammacher – en dygtig bakteriolog – på modstand. Hans afhandling til hovedstadens bakteorologiske institut bliver mødt med stor skepsis og anses for at være for fantastisk. Angélas tilstand forværres nu i sådan en grad at han tvinges til at lade hende indlægge på et sindssygeasyl, hvor hans gode ven dr. Georg Rasmussen (Frederik Jacobsen) kan tage vare på hende. Von Kammachers forældre opfordrer ham til at søge til Berlin for der måske at kunne genvinde noget af sin sindsligevægt under mere livligere forhold.
I Berlin acceptere han noget modstræbende en indbydelse til en matiné hvor den smukke danserinde Ingigerd Hahlstrøm (Ida Orlov) skal gøre sin jomfruoptræden for en mindre indbudt kreds. Ingigerd danser en besnærende dans kaldet Edderkoppens Offer og hun fanger snart von Kammacher knugede hjerte med sin optræden. Lys og lunefuld er hun modsætningen til von Kammacher tidligere grå og trøsteløse liv. Og da han kort tid efter får besked på at hans afhandling er blevet forkastet, bliver hans sidste bånd til det tidligere liv kappet og han følger derefter Ingigerd som en skygge fra by til by på hendes optræden. Alle steder omsværmes Ingigerd af mænd, men selv om hun ser hvordan dette oprører von Kammacher, gør hun dog intet for at jage dem væk. Så han bryder med hende og rejser til Paris. Men her læser han i en avis at hun er på vej med damperen Roland til New York. Han rammes nu af et uforklarligt forsyn der tvinger ham til øjeblikkeligt at rejse til Ingigerd. Men om bord på damperen er hun som vanligt omgivet af en hær af bejlere. Midtvejs i Atlanterhavet sejler skibet ind i en tyk tågebanke. Både kaptajnen, mandskabet og passagerne er nervøse. Pludselig ser en søofficer et vrag i vandet forude som skibet ikke har en chance for at undgå at støde inde i. Telegrafisten sender SOS-signaler ud og passagerne som er vækket midt om natten, halvnøgne og for størstedelen kun iført nattøj, stormer de i de alt for få redningsbåde. Men kaptajnen selv, han beslutter at gå ned med sit skib.
Netop som råbet om fare fyger gennem skibskorridorerne, ligger von Kammacher henslængt i feberfantasier og drømmer om den sunkne ø Atlantis. Hans første tanke da han vågner, er at redde Ingigerd, og det lykkes ham at skaffe plads til hende og sig selv på en af redningsbådene. De kommer fri for damperen og dagen efter samles de op af fragtdamperen "Hjortholm", og på fjerdagen ser de land.
I New York mødes von Kammacher af kunstneren Willy Snyders (Torben Meyer) som tilbyder ham og Ingigerd at de kan bo på en kunstnerkoloni hvor han også selv bor. Ingigerd der efter chokket med skibsforliset havde bundet sig til von Kammacher og ladet ham tage beslutningerne, lader nu igen sin sande egenrådige natur regere og von Kammacher mærker at hans magt over hende er brudt og at de fjerne sig fra hinanden. Men i kunstnerkolonien er von Kammacher til gengæld blevet introduceret for den sarte og kærlige billedhuggerinde  Eva Burns (Ebba Thomsen) som straks betager hans hjerte med hendes blide og rolige væsen. Blot han kunne glemme den lidenskabelige Ingigerd! Han beslutter da at søge tilflugt i en lille bjerghytte som hans ven dr. Peter Schmidt (Carl Lauritzen) havde tilbudt han kunne bruge, for der at finde ro. Ankommet til hytten indløber et telegram til kunstnerkolonien i New York, med det triste budskab at hans kone hjemme i København er død og da han senere for overdraget beskeden henkastes han i sorg og dødelig sygdom. Miss Burns beslutter da at drage op for at pleje ham tilbage til livet og med hendes kærlige natur og kyndige hånd får hun ham snart til hægterne igen. En dag de er ude på en vandretur i gletsjerne stopper de ved en afgrund og hun lover at være ham en god hustru og mor til hans børn.
En alternativ, mere sørgelig, slutning, hvor von Kammacher dør, blev også produceret til det russiske marked. Man mente, at russerne elskede en sørgelig slutning. Nordisk Film havde dog indsat som klausul, at den alternative slutning kun måtte vises i Sibirien. Gerhart Hauptmann havde insisteret på, at filmen ikke måtte afvige for meget fra bogens oplæg, men Nordisk Film håbede, at Hauptmann ikke ville få nys om det, hvis den kun blev vist så langt hjemme fra.

## Produktion
| „ | [D]et er i seig selv ikke noget at si på, at en smart filmforretning søker at skape en sensation, som kan bringe formuer ind i kassen. Men hvad der er egnet til at vække opmærksomhed er dette, at et firma som Forenede Dampskibsselskap udlejer en af sine utvandrerdampere til denne spøk. Hele Forendes fortjenes på affæren kan højst andra til fem tusen kr. og for disse lumpne skillinge går millionselskabet hen og bidrar til en komedie, som uvilkrlig maa gjenopvække i erindringen en katastrofe, som for få år siden bragte sorg og fortvivlelse over hundreder av skandinaviske hjem. Det kan ikke negtes, at man har en vis uhyggefølelse ved at se "Norges" søsterskib utlejet til en varietéforestilling | “ |
|   | — 4. august 1913, Sven Elvestad, Tidens Tegn |   |

Hovedparten af optagelserne fandt sted i perioden 18. juli – 26. september, hvilket var en overordentlig lang produktionsperiode sammenlignet med, hvad der ellers var almindeligt for den tids stumfilm, som normalt blev optaget på omkring en uges tid. Forud for optagelserne var desuden gået over fire måneders planlægning.
Til optagelserne om bord på skibet "SS Atlantis", havde Nordisk Film lejet et rigtigt handelsskib. Skibet var Det Forenede Dampskibs-Selskabs (DFDS) dampskib C. F. Tietgen. Et skib på 8.175 brt og 50.000hk og bygget hos Harland & Wolff i Belfast i 1897. Skibet var søsterskib til dampskibet S/S Norge, som var gået ned i 1904 med tab af 628 mand – hovedsageligt russere og polakker. Til selve optagelserne hvor skibet skulle synke, blev i stedet brugt et stort modelskib. Disse sidste optagelser var forlagt til Køge bugt, syd for København, og involverede et stort antal statister, inkl. 500 svømmere. Det blev et stort opslået tilløbsstykke, og mange af de nysgerrige tilrejsende agerede selv statister. Men i Norge blev filmen forbudt, da de fandt det i dårlig smag at gøre en tragedie til underholdning.
Størstedelen af filmen er optaget "on-location" og med kun få teaterkulisser og atelieroptagelser. I filmen figurerer scener fra Berlin (bl.a. nogle avanceret optagelser fra Friedrichstraße), Paris, London, New York og ødemarken i Canada såvel som om bord på dampskibet. Scenerne fra Amerika blev enten bestilt fra Danmark (og var så uden hovedrolleindehaverne), eller optaget i Danmark. En scene, der skal forestille en kunstnerkoloni i New York, er indspillet i Klampenborg i en række hvide cottage-villaer. Optagelserne i den amerikanske billedhugger "Eva Burns" atelier er henlagt til den danske billedhugger Rudolf Tegners atelier i Gentofte. Den "canadiske ødemark" er optagelser fra Finse i Norge.
På grund af det store antal medvirkende, statister, optagelsessteder, og den store mængde udstyr, havde instruktør Blom helt ekstraordinært være tvunget til at ansætte to assisterende instruktører. Den første Robert Dinesen – som senere fortsatte med sin egen succesfulde instruktørkarriere i Danmark – den anden, var den unge ungarske instruktør Mihály Kertész, som under det angliserede navn Michael Curtiz senere skulle blive en af Hollywoods mest berømte instruktører, med film som Casablanca og White Christmas. Kertész har også en mindre birolle i filmen.

## Medvirkende
| „ | ...the part of "Ingigerd" and the armless virtuoso "Arthur Stoss" were played by the very same persons, who where, so to speak, used as models by Gerhart Hauptmann, when he wrote his famous novel. These two artists, miss Ida Orloff and Mr. C. Unthan (These are their real names,were his traveling companions on the trip accross the Atlantic. | “ |
|   | — Nordisk Film, i brev til Fred A. Talbot i England |   |

Eftersom forlægget til filmen var Gerhart Hauptmanns historie, som delvist var autobiografisk og baseret på rigtige hændelser, havde Hauptmann krævet som del af kontrakten, at to af rollerne skulle spilles af de to personer, der rent faktisk havde givet inspiration til de to samme karakterer i bogen
Den ene, Ida Orlov, havde haft et forhold til Hauptmann i 1906 – 1907, da hun var en teenage-kabaretdanser og havde ledsaget ham under en rejse over Atlanterhavet. Uheldigvis havde hun nu syv år senere mistet meget af sin charme – men Nordisk Film var alligevel tvunget til at bruge hende, hvis filmen skulle realiseres. Den anden tvungne medvirkende, var Carl (Charles) Unthan (1848-1929). En prøjsisk violinist født uden arme, som siden barndommen havde lært at bruge sine fødder som hænder. Charlie Chaplins film Rampelys (Limelight) har en reference til denne karakter fra Atlantis. På trods af hans bemærkelsesværdige kunnen, mente kritikere af Atlantis, at hans rolle var irrelevant og uden forbindelse med resten af filmens historie.
En anden bemærkelsesværdig skuespiller var den danske skuespiller Torben Meyer, som efter Atlantis kom til Hollywood og her fik en agtværdig karriere som komedieskuespiller, ofte i karakteren som tjener med tyk accent. Nogle filmhistorikere mener desuden at kunne se Carl Schenstrøm som tjener i Atlantis. Carl Schenstrøm spillede senere fyrtårnet i Fyrtårnet og Bivognen. Men på trods af, at Schenstrøm var tilknyttet Nordisk Film på tidspunktet, har hans deltagelse ikke med sikkerhed kunne fastslås.
Atlantis havde i alt omkring 80 skuespillere i større roller og mere end 100 i mindre roller. Foruden skuespillerne krævede især afsnittet med skibskatastrofen flere hundrede statister. Mange af dem var frivillige tilskuere under optagelserne i Køge bugt, og flere andre Nordisk Films bestyrelsesmedlemmer.

| Skuespiller        | Rolle                                   |
| ------------------ | --------------------------------------- |
| Olaf Fønss         | Dr. Friedrich von Kammacher             |
| Ida Orlov          | Ingigerd Hahlstrøm, erotisk danserinde  |
| Ebba Thomsen       | Eva Burns, billedhuggerinde             |
| Carl Lauritzen     | Dr. Peter Schmidt                       |
| Frederik Jacobsen  | Dr. Georg Rasmussen, von Kammachers ven |
| Carl Herman Unthan | Arthur Stoss, mand uden arme            |
| Torben Meyer       | Willy Snyders, kunstner                 |
| Cajus Bruun        | Friedrichs far                          |
| Mihály Kertész     | Hans Fuellenberg, Friedrichs kollega    |
| Marie Dinesen      | Friedrichs mor                          |
| Lily Frederiksen   | Friedrichs kone                         |
| Thomas P. Hejle    | Kontorarbejder                          |
| Alma Hinding       | Russisk immigrant                       |
| Musse Kornbech     | Ung canadisk frøken                     |
| Svend Kornbech     | Skibets kaptajn                         |
| Bertel Krause      | Kunstnerens agent                       |
| Emilie Otterdahl   | Fin dame ved bal                        |
| Albrecht Schmidt   | Evas far                                |
| Christian Schrøder | Ingigerds far                           |
| Franz Skondrup     | Arthur Stoss hjælper                    |
| Alfred Stigaard    | Skibshånd Wilhelm                       |
| Vilhelm Stigaard   | Styrmand                                |
| Carl Schenstrøm    |                                         |
| Charles Willumsen  |                                         |
| Christian Lange    |                                         |
| Maja Bjerre-Lind   |                                         |
| Oluf Billesborg    |                                         |
| Peter Nielsen      |                                         |
| Svend Bille        |                                         |
| Vera Esbøll        |                                         |
| Aage Henvig        |                                         |
| Henny Lauritzen    |                                         |
| Ingeborg Jensen    |                                         |
| Lau Lauritzen Sr.  |                                         |
| Carl Hjernø        |                                         |

## Restaurationen
Atlantis er blevet restaureret og genudgivet, først på laserdisc i 1993 og dernæst på DVD i 2005. Restaurationen blev udført på grundlag af en indscanning af et restaureret negativ. Tinting er tilføjet ved hjælp af en nedklippet version bevaret på The National Film Center i Japan.
Den restaurerede version udgivet på DVD indeholder også danske og engelske mellemtekster, den alternative russiske slutning og et 15 minutters langt bevaret fragment af August Bloms og Holger-Madsens film Elskovsleg fra 1914.

### Anmeldelser
- Atlantis review – New York Times (Webside ikke længere tilgængelig) (engelsk)
- Atlantis. Silent Film Sources – Reviews (engelsk)
- Inhalt – Synopsis, Cinefest (Webside ikke længere tilgængelig) (engelsk) (tysk)